# Liste von Erdbeben in Italien

Plattengrenzen in Italien und dort wirkende tektonische Kräfte

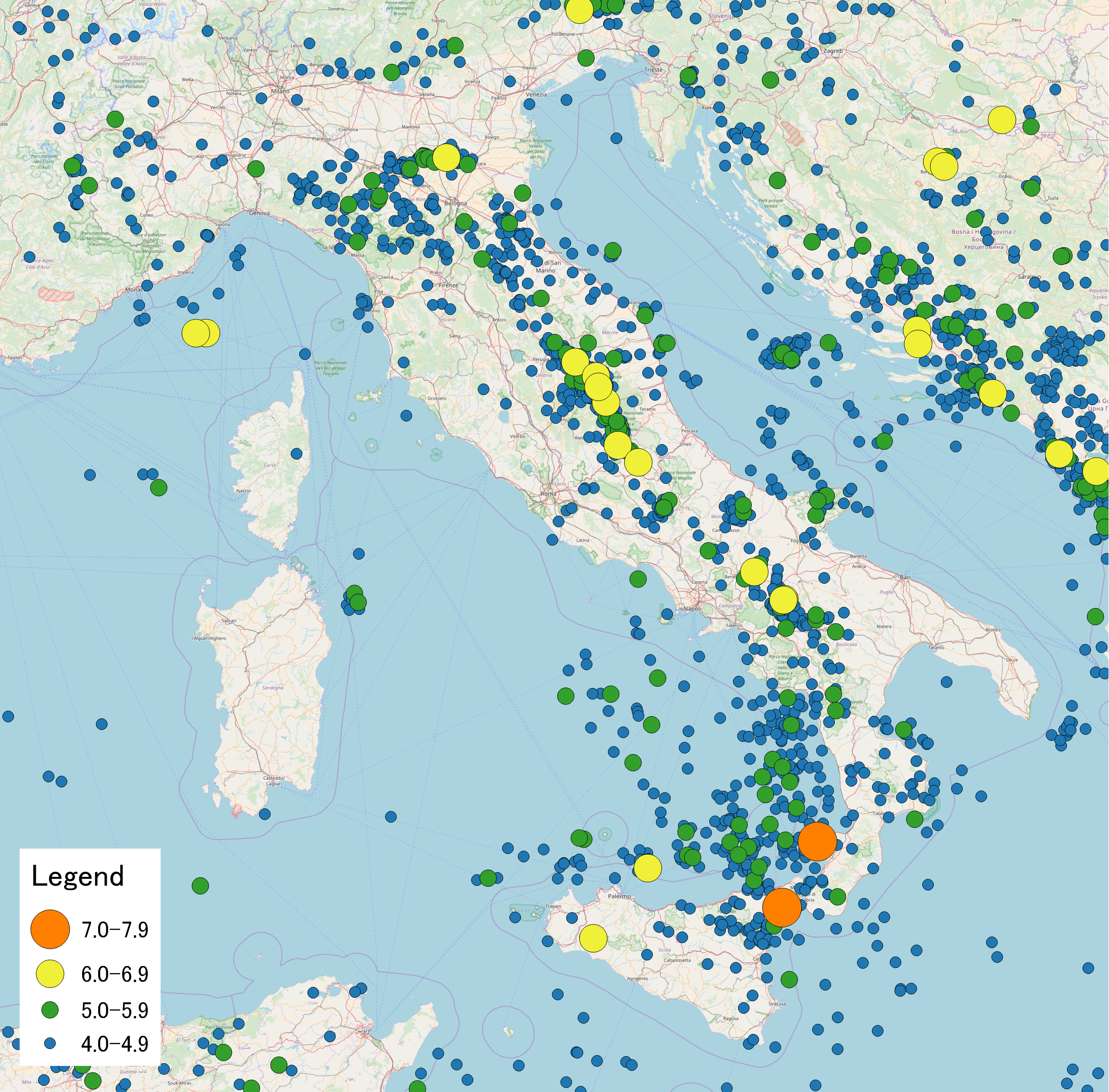
Epizentren von Erdbeben im Zeitraum 1900–2017

Diese Liste von Erdbeben in Italien führt bedeutende Erdbeben an, die Auswirkungen auf dem Gebiet des heutigen Staates Italien hatten.

## Überblick
Italien liegt an der Konvergenzzone von Afrikanischer und Eurasischer Platte. Die Afrikanische Platte bewegt sich dabei in Relation zur Eurasischen Platte mit einer Geschwindigkeit von 4–5 Millimeter pro Jahr nach Norden. Die beim Aufeinandertreffen der Kontinentalplatten sich aufstauende Energie äußert sich immer wieder in größeren oder kleineren Erdbeben. Die stärksten Erdbeben in Italien treten in Sizilien, in den Ostalpen und am Apennin zwischen den Abruzzen und Kalabrien auf. Auch beim Nördlichen Apennin und im Gargano können sich starke Erdbeben ereignen. Durchschnittlich kommt es in Italien alle vier Jahre zu einem Erdbeben mit einer Magnitude von 5,5 oder höher.

## Liste
Erläuterungen:
- Tote: Anzahl ist insbesondere bei weit zurückliegenden Beben oft nicht gesichert.
- Koordinaten: Sind bei Beben vor Beginn seismographischer Erfassung (ca. 1895) als Näherungswerte zu verstehen.
- Intensität: Wenn nicht anders angegeben, ist die Intensität auf der Modifizierten Mercalliskala gemeint.
- Magnituden:
  - MW: Momenten-Magnitude
  - MS: Oberflächenwellenmagnitude
  - ML: Lokalmagnitude = Richterskala
  - M: Art der Magnitude unbekannt
- k. A. = keine Angaben möglich

| Datum (Ortszeit)  | Ort                 | Tote           | Anmerkung                                                                                                   | Koordinaten                  | Magnitude | Intensität  | Beleg                |
| ----------------- | ------------------- | -------------- | --- | ---------------------------- | --------- | ----------- | -------------------- |
| 614               | Avellino            | 1.000          | | 41° 0′ 0″ N, 15° 0′ 0″ O     | k. A.     | k. A.       | [ 3 ]                |
| 1086              | Syrakus             | 1.000          | | 37° 0′ 0″ N, 15° 18′ 0″ O    | k. A.     | k. A.       | [ 4 ]                |
| 3. Januar 1117    | Verona              | k. A.          | Erdbeben von Verona 1117                                                                                    | 45° 30′ 0″ N, 11° 0′ 0″ O    | 7,0 MW    | XI          | [ 5 ]                |
| 1137              | Catania             | 15.000         | | 37° 18′ 0″ N, 15° 6′ 0″ O    | k. A.     | k. A.       | [ 6 ]                |
| 4. Februar 1169   | Catania             | 12.000–16.000  | Tsunami; Catania und Lentini zerstört, in Catania und Syrakus stürzten Kathedralen ein                      | 37° 18′ 0″ N, 15° 1′ 48″ O   | k. A.     | XI          | [ 7 ]                |
| 25. Dezember 1222 | Brescia             | 12.000         | Schwere Schäden in Brescia                                                                                  | 45° 33′ 0″ N, 10° 13′ 12″ O  | k. A.     | X           | [ 8 ]                |
| 1. Dezember 1328  | Norcia              | 5.000          | | 42° 48′ 0″ N, 13° 0′ 0″ O    | k. A.     | X           | [ 9 ]                |
| 25. Januar 1348   | Friaul              | k. A.          | Erdbeben im Friaul 1348                                                                                     | 46° 24′ 0″ N, 13° 30′ 0″ O   | k. A.     | X           | [ 5 ] [ 10 ]         |
| 17. Juli 1361     | Provinz Foggia      | 4.000          | | 41° 12′ 18″ N, 15° 33′ 40″ O | 6,0 MW    | X MCS       | [ 11 ]               |
| 5. Dezember 1456  | Süditalien          | 30.000         | | 41° 18′ 7″ N, 14° 42′ 40″ O  | 7,2 MW    | XI          | [ 12 ] [ 13 ]        |
| 8. August 1511    | Cividale del Friuli | 3.000          | Schäden auch durch mehrere schwere Nachbeben                                                                | 46° 6′ 0″ N, 13° 24′ 0″ O    | k. A.     | X           | [ 14 ]               |
| 30. Juli 1627     | Capitanata          | 5.000          | | 41° 43′ 59″ N, 15° 21′ 0″ O  | 6,7 MS    | X           | [ 15 ]               |
| 27. März 1638     | Kalabrien           | 9.581          | | 39° 1′ 59″ N, 16° 16′ 59″ O  | 7,0 MS    | XI          | [ 16 ]               |
| 5. November 1659  | Kalabrien           | 2.035          | Mehr als 30 Orte wurden gänzlich zerstört oder schwer beschädigt                                            | 38° 42′ 0″ N, 16° 18′ 0″ O   | k. A.     | X–XI        | [ 17 ]               |
| 14. April 1672    | Rimini              | 1.500          | | 43° 55′ 59″ N, 12° 34′ 59″ O | 5,6 MS    | X           | [ 18 ]               |
| Januar 1688       | Pisticci            | 2.000          | | 40° 22′ 48″ N, 16° 33′ 0″ O  | k. A.     | X           | [ 19 ]               |
| 5. Juni 1688      | Benevento           | 3.311          | Apice, Paduli, Pontelandolfo und sechs weitere Orte zerstört; schwere Schäden in Benevento; viele Nachbeben | 41° 10′ 12″ N, 14° 45′ 0″ O  | k. A.     | XI          | [ 20 ]               |
| 11. Januar 1693   | Sizilien            | 54.000–60.000  | Tsunami an der gesamten Ostküste Siziliens; starkes Vorbeben am 9. Januar                                   | 37° 8′ 24″ N, 15° 0′ 47″ O   | 7,3 MW    | XI          | [ 21 ] [ 22 ] [ 23 ] |
| 8. September 1694 | Irpinia/Basilicata  | 4.057          | 14 Dörfer wurden zerstört, schwere Schäden in 80 weiteren Orten                                             | 40° 42′ 0″ N, 15° 42′ 0″ O   | 6,7 MW    | X           | [ 24 ] [ 25 ]        |
| 2. Februar 1703   | L’Aquila            | 10.000         | letztes Hauptbeben einer Sequenz seit 14. Januar                                                            | 42° 28′ 1″ N, 13° 12′ 0″ O   | 6,7 MS    | XI          | [ 26 ]               |
| 3. November 1706  | Majella             | 2.400          | | 42° 4′ 34″ N, 14° 4′ 48″ O   | 6,8 M     | X–XI MCS    | [ 27 ]               |
| 29. November 1732 | Irpinia             | 1.940          | | 41° 4′ 48″ N, 15° 9′ 0″ O    | k. A.     | X           | [ 28 ]               |
| 5. Februar 1783   | Kalabrien           | 30.000         | Stärkstes Beben der Erdbebenserie von Kalabrien 1783                                                        | 38° 18′ 0″ N, 15° 58′ 1″ O   | 7,1 MW    | XI          | [ 5 ] [ 29 ]         |
| 16. Dezember 1857 | Basilicata          | 10.000         | | 40° 18′ 0″ N, 16° 0′ 0″ O    | 6,5 M     | X           | [ 30 ]               |
| 28. Juli 1883     | Ischia              | 2.313          | | 40° 42′ 0″ N, 13° 54′ 0″ O   | k. A.     | X           | [ 31 ]               |
| 23. Februar 1887  | Ligurische Küste    | 800            | | 43° 53′ 28″ N, 7° 59′ 31″ O  | 6,3 MW    | X           | [ 32 ] [ 33 ]        |
| 8. September 1905 | Kalabrien           | 557            | | 38° 40′ 12″ N, 16° 4′ 12″ O  | 7,1 MS    | XI          | [ 34 ]               |
| 28. Dezember 1908 | Messina             | 72.000–110.000 | Erdbeben von Messina 1908                                                                                   | 38° 10′ 12″ N, 15° 34′ 48″ O | 7,0 MW    | XI          | [ 5 ] [ 35 ]         |
| 13. Januar 1915   | Avezzano            | 30.519         | Erdbeben von Avezzano 1915                                                                                  | 42° 0′ 0″ N, 13° 30′ 0″ O    | 7,0 MW    | XI          | [ 5 ] [ 36 ] [ 37 ]  |
| 7. September 1920 | Garfagnana          | 171            | 650 Verletzte                                                                                               | 44° 18′ 0″ N, 10° 18′ 0″ O   | 5,8 MS    | IX–X        | [ 38 ] [ 39 ]        |
| 23. Juli 1930     | Irpinia             | 1.430          | | 41° 6′ 0″ N, 15° 24′ 0″ O    | 6,5 MS    | X           | [ 40 ]               |
| 15. Januar 1968   | Tal des Belice      | 216–224        | 563 Verletze                                                                                                | 37° 54′ 0″ N, 13° 6′ 0″ O    | 6,4 MS    | X MCS       | [ 41 ] [ 42 ]        |
| 6. Mai 1976       | Friaul              | 989            | Erdbeben im Friaul 1976                                                                                     | 46° 21′ 36″ N, 13° 16′ 12″ O | 6,5 MS    | X           | [ 5 ]                |
| 23. November 1980 | Irpinia             | 2.735          | Erdbeben in der Irpinia 1980                                                                                | 40° 54′ 50″ N, 15° 21′ 58″ O | 6,9 MS    | X           | [ 5 ] [ 43 ]         |
| 17. Juli 2001     | Bozen               | 3              | | 46° 41′ 49″ N, 11° 4′ 26″ O  | 4,8 MW    | VI MCS      | [ 44 ] [ 45 ]        |
| 6. September 2002 | Santa Flavia        | 2              | Epizentrum im Tyrrhenischen Meer                                                                            | 38° 22′ 52″ N, 13° 42′ 4″ O  | 6,0 MW    |             | [ 46 ]               |
| 31. Oktober 2002  | Molise              | 28             | | 41° 42′ 58″ N, 14° 53′ 35″ O | 5,7 MW    | VIII–IX MCS | [ 47 ] [ 48 ]        |
| 6. April 2009     | L’Aquila            | 308            | Erdbeben von L’Aquila 2009                                                                                  | 42° 20′ 2″ N, 13° 20′ 2″ O   | 6,3 MW    | IX–X MCS    | [ 5 ] [ 49 ]         |
| 20. Mai 2012      | Norditalien         | 7              | Beben der Erdbebenserie in Norditalien 2012                                                                 | 44° 53′ 24″ N, 11° 13′ 48″ O | 6,1 MW    | VII         | [ 5 ] [ 50 ]         |
| 29. Mai 2012      | Norditalien         | 17             | Beben der Erdbebenserie in Norditalien 2012                                                                 | 44° 51′ 4″ N, 11° 5′ 10″ O   | 5,9 MW    | VIII        | [ 5 ] [ 51 ]         |
| 24. August 2016   | Mittelitalien       | 299            | Beben der Erdbebenserie in Mittelitalien seit 2016                                                          | 42° 42′ 50″ N, 13° 10′ 19″ O | 6,2 MW    | IX          | [ 5 ]                |

## Belege
1. ↑  Alla scoperta dei terremoti: Dove avvengono i terremoti in Italia? In: ingvterremoti.com. Abgerufen am 29. Oktober 2020 (italienisch).
2. ↑  Eugenio Carminati, Michele Lustrino, Marco Cuffaro, Carlo Doglioni: Tectonics, magmatism and geodynamics of Italy: What we know and what we imagine. In: Journal of the Virtual Explorer. Band 36, Heft 9. 2010, S. 1–59, doi:10.3809/jvirtex.2010.00226 (englisch).
3. ↑  Italy. NCEI/WDS Global Significant Earthquake Database. NOAA National Centers for Environmental Information, abgerufen am 23. September 2020 (englisch).
4. ↑  Italy: Siracusa (Syracuse). NCEI/WDS Global Significant Earthquake Database. NOAA National Centers for Environmental Information, abgerufen am 23. September 2020 (englisch).
5. 1 2 3 4 5 6 7 8 9 10 11  Belege zu diesem Beben siehe im entsprechenden Hauptartikel.
6. ↑  Italy: Sicily: Catania. NCEI/WDS Global Significant Earthquake Database. NOAA National Centers for Environmental Information, abgerufen am 23. September 2020 (englisch).
7. ↑  Italy: Sicily: Siracusa (Syracuse); Calabria. NCEI/WDS Global Significant Earthquake Database. NOAA National Centers for Environmental Information, abgerufen am 23. September 2020 (englisch).
8. ↑  Italy: Brecia. NCEI/WDS Global Significant Earthquake Database. NOAA National Centers for Environmental Information, abgerufen am 23. September 2020 (englisch).
9. ↑  Italy: Norcia. NCEI/WDS Global Significant Earthquake Database. NOAA National Centers for Environmental Information, abgerufen am 1. November 2020 (englisch).
10. ↑  Austria:Villach; Italy:Veneto; Slovenia:Celovac. NCEI/WDS Global Significant Earthquake Database. NOAA National Centers for Environmental Information, abgerufen am 16. Oktober 2020 (englisch).
11. ↑  17 luglio 1361, 17:15 Subappennino dauno. Archivio Storico Macrosismico Italiano, INGV, abgerufen am 25. Oktober 2020 (italienisch).
12. ↑  Italy: Avellino,Napoli,Abruzzi, Brindisi,Benevento. NCEI/WDS Global Significant Earthquake Database. NOAA National Centers for Environmental Information, abgerufen am 27. Oktober 2020 (englisch).
13. ↑  5 dicembre 1456 Appennino centro-meridionale. Archivio Storico Macrosismico Italiano, INGV, abgerufen am 5. November 2020 (italienisch).
14. ↑  Italy: Cividale del Friuli. NCEI/WDS Global Significant Earthquake Database. NOAA National Centers for Environmental Information, abgerufen am 30. Oktober 2020 (englisch).
15. ↑  Italy: Lesina. NCEI/WDS Global Significant Earthquake Database. NOAA National Centers for Environmental Information, abgerufen am 30. Oktober 2020 (englisch).
16. ↑  Italy: Cosenza,Martirano, Nicastro, Calabria. NCEI/WDS Global Significant Earthquake Database. NOAA National Centers for Environmental Information, abgerufen am 30. Oktober 2020 (englisch).
17. ↑  Italy: Panaija, Soriano, Polia. NCEI/WDS Global Significant Earthquake Database. NOAA National Centers for Environmental Information, abgerufen am 24. Oktober 2020 (englisch).
18. ↑  Italy: Rimini. NCEI/WDS Global Significant Earthquake Database. NOAA National Centers for Environmental Information, abgerufen am 29. Oktober 2020 (englisch).
19. ↑  Italy: Pisticci. NCEI/WDS Global Significant Earthquake Database. NOAA National Centers for Environmental Information, abgerufen am 29. Oktober 2020 (englisch).
20. ↑  Italy: Benevento. NCEI/WDS Global Significant Earthquake Database. NOAA National Centers for Environmental Information, abgerufen am 29. Oktober 2020 (englisch).
21. ↑  L. Graziani, A. Maramai, S. Tinti: A revision of the 1783–1784 Calabrian (southern Italy) tsunamis. In: Natural Hazards and Earth System Sciences. Band 6, 2006, S. 1053f., doi:10.5194/nhess-6-1053-2006 (englisch).
22. ↑  11 gennaio 1693, 13:30 Sicilia sud-orientale. Archivio Storico Macrosismico Italiano, INGV, abgerufen am 25. Oktober 2020 (italienisch).
23. ↑  Italy: Sicily, Calabria, Catania. NCEI/WDS Global Significant Earthquake Database. NOAA National Centers for Environmental Information, abgerufen am 25. Oktober 2020 (englisch).
24. ↑  Dante Mariotti: I terremoti nella STORIA: 8 settembre 1694, una scossa devastante colpisce la dorsale appenninica irpino-lucana. In: ingvterremoti.com. 30. September 2016, abgerufen am 27. Oktober 2020 (italienisch).
25. ↑  Italy: Calitri. NCEI/WDS Global Significant Earthquake Database. NOAA National Centers for Environmental Information, abgerufen am 27. Oktober 2020 (englisch).
26. ↑  Italy: L'Aquila (Aquila). NCEI/WDS Global Significant Earthquake Database. NOAA National Centers for Environmental Information, abgerufen am 27. Oktober 2020 (englisch).
27. ↑  3 novembre 1706, 13h Maiella. Archivio Storico Macrosismico Italiano, INGV, abgerufen am 3. November 2020 (englisch).
28. ↑  Italy: Ariano, Lucanie, Avellino. NCEI/WDS Global Significant Earthquake Database. NOAA National Centers for Environmental Information, abgerufen am 5. November 2020 (englisch).
29. ↑  Italy: Tyrrhenian Calabria. NCEI/WDS Global Significant Earthquake Database. NOAA National Centers for Environmental Information, abgerufen am 17. Oktober 2020 (englisch).
30. ↑  Italy: Campania, Potenza. NCEI/WDS Global Significant Earthquake Database. NOAA National Centers for Environmental Information, abgerufen am 6. November 2020 (englisch).
31. ↑  Italy: Ischia Is: Casamicciola, Forino, Lacco Ameno. NCEI/WDS Global Significant Earthquake Database. NOAA National Centers for Environmental Information, abgerufen am 17. Oktober 2020 (englisch).
32. ↑  Italy: Ligurian Coast. NCEI/WDS Global Significant Earthquake Database. NOAA National Centers for Environmental Information, abgerufen am 16. Oktober 2020 (englisch).
33. ↑  23 febbraio 1887, 05:21:50 Liguria occidentale. Archivio Storico Macrosismico Italiano, INGV, abgerufen am 5. November 2020 (englisch).
34. ↑  Italy: Monteleone, Tropea, Monte Poro. NCEI/WDS Global Significant Earthquake Database. NOAA National Centers for Environmental Information, abgerufen am 17. Oktober 2020 (englisch).
35. ↑  Italy: Tyrrhenian Calabria. NCEI/WDS Global Significant Earthquake Database. NOAA National Centers for Environmental Information, abgerufen am 16. Oktober 2020 (englisch).
36. ↑  Italy: Marsica, Avezzano, Abruzzi. NCEI/WDS Global Significant Earthquake Database. NOAA National Centers for Environmental Information, abgerufen am 23. September 2020 (englisch).
37. ↑  I terremoti del ’900: il terremoto del 13 gennaio 1915 nella Piana del Fucino. In: ingvterremoti.com. 13. Januar 2014, abgerufen am 23. September 2020 (italienisch).
38. ↑  Italy: Carrara,Garfagnana. NCEI/WDS Global Significant Earthquake Database. NOAA National Centers for Environmental Information, abgerufen am 17. Oktober 2020 (englisch).
39. ↑  Il terremoto della Garfagnana del 7 settembre 1920. (Memento vom 10. September 2016 im Internet Archive) (PDF; 169 kB) In: protezionecivile.gov.it. Abgerufen am 17. Oktober 2020 (italienisch).
40. ↑  Italy: Irpinia. NCEI/WDS Global Significant Earthquake Database. NOAA National Centers for Environmental Information, abgerufen am 17. Oktober 2020 (englisch).
41. ↑  Italy: Sicily. NCEI/WDS Global Significant Earthquake Database. NOAA National Centers for Environmental Information, abgerufen am 17. Oktober 2020 (englisch).
42. ↑  15 gennaio 1968, 02:01:09 Valle del Belice. Archivio Storico Macrosismico Italiano, INGV, abgerufen am 23. Oktober 2020 (italienisch).
43. ↑  Italy: Avellino, Potenza, Caserta, Naples. NCEI/WDS Global Significant Earthquake Database. NOAA National Centers for Environmental Information, abgerufen am 17. Oktober 2020 (englisch).
44. ↑  Schwere Erdbeben in der Mittelmeer-Region. In: faz.net. Frankfurter Allgemeine Zeitung, 1. November 2002, abgerufen am 19. Juli 2021.
45. ↑  17 luglio 2001, 15:06:15.27 Val Venosta. Archivio Storico Macrosismico Italiano, INGV, abgerufen am 19. Juli 2021 (italienisch).
46. ↑  Sehr starkes Beben der Stärke 6.0 - 42 km nordöstlich von Palermo, Sizilien, Italien, am Freitag, 6. Sep 2002 um 01:21 GMT. In: volcanodiscovery.com. VolcanoDiscovery, abgerufen am 19. September 2023.
47. ↑  31 ottobre 2002, 10:32:59.05 Molise. Archivio Storico Macrosismico Italiano, INGV, abgerufen am 25. März 2023 (italienisch).
48. ↑  Categoria: I terremoti nel Molise del 2002. In: ingvterremoti.com. Abgerufen am 25. März 2023 (italienisch).
49. ↑  6 aprile 2009, 01:32:40,4 Aquilano. Archivio Storico Macrosismico Italiano, INGV, abgerufen am 23. Oktober 2020 (italienisch).
50. ↑  Italy: Emilia Romagna: Mirandola. NCEI/WDS Global Significant Earthquake Database. NOAA National Centers for Environmental Information, abgerufen am 19. Oktober 2020 (englisch).
51. ↑  Italy: Emilia Romagna: Medolla, Mirandola, Cavezzo. NCEI/WDS Global Significant Earthquake Database. NOAA National Centers for Environmental Information, abgerufen am 19. Oktober 2020 (englisch).